# Трембіта (крилата ракета)
«Трембіта» — українська крилата ракета класу «земля-земля» з дальністю до 200 кілометрів виробництва ПАРС.

## Опис
Трембіта конструктивно схожа на німецьку літаючу бомбу V-1 часів Другої світової війни. Ракета оснащена імпульсним реактивним двигуном (нині рідко використовується), який дозволяє їй розвивати швидкість до 300 км/год. Цей двигун генерує звук з інтенсивністю 100 дБ і велику кількість тепла, що робить Трембіту привабливою ціллю для ППО противника, особливо для ракет ПЗРК. Дальність польоту ракети становить близько 130 кілометрів (за публічними даними), мінімальна висота польоту — 30 метрів, а максимальна стеля — 2000 метрів. Паливом використовується бензин Е92 або Е95. Запас палива 30 л. Завдяки типу двигуна «Трембіта» оснащена ракетним прискорювачем, що забезпечує правильний запуск. Ці ракети найчастіше запускаються з мобільних пускових установок, зазвичай несуть близько 20-30 ракет.

## Застосування
Завдяки своїй простоті та низькій ціні ця ракета може бути еквівалентом іранського безпілотника Shahed-131, який масово використовували росіяни під час війни в Україні. Виробнича вартість однієї трембіти становить приблизно 10-15 тис. USD і в рази нижча за собівартість виробництва ракет, призначених для боротьби з нею. Враховуючи вищезазначені особливості, ця ракета може служити як класичною крилатою ракетою для ураження цілей в тилу фронту, так і приманкою для перевантаження ППО противника (особливо, дивлячись на те, що у ракети відсутня система навігації).

## Назва
Назва ракети пов'язана з характерною формою трембіти, інструменту, який дещо нагадує форму двигуна, який використовується в цій машині — довга пряма труба, розширена на кінці, хоча раніше казали, що назва пов'язанасаме  зі звуком.